# HD 127065
HD 127065，又名BD+36 2495，SAO 64161、HR 5416，是一颗恒星，视星等为6.1，位于銀經62.79，銀緯67.57，其B1900.0坐标为赤經14h 24m 7.9s，赤緯+36° 67.57′ 39″。